# 趙詠賢
趙詠賢，MH（1978年11月24日—），綽號「小旋風」，退役香港女子壁球運動員，於2010年亞洲運動會後宣佈退役，現時為壁球教練。

## 簡歷
趙詠賢小學時期就讀香港黃族宗親會黃嗚謙紀念學校（即現時的保良局黃族宗親會小學），9歲時透過小學老師介紹下接觸壁球；其後獲推薦進入香港體育學院集訓，12歲已成為港隊成員。中學時期就讀賽馬會體藝中學（1997年畢業），後於2000年在香港中文大學體育運動科學系畢業；期間參與多項大賽，並贏得獎項，包括：1997年亞洲青少年壁球賽及世界青少年壁球錦標賽冠軍、1999年曼谷亞運女單銀牌、2000年亞洲壁球錦標賽女單銀牌和團體金牌，以及世界大學生運動會女單銀牌。
趙於2000年中正式成為全職壁球運動員，並代表香港出戰2002年釜山亞運會，在壁球女子單打項目取得金牌。2006年，她在第13屆亞洲壁球錦標賽取得女子個人亞軍。2007年1月21日，趙詠賢在香港壁球中心舉行壁球挑戰杯女子組決賽以第一種子身份直落3局撃倒澳洲選手布朗奪冠，得到其首個壁球挑戰杯錦標。趙詠賢的教練為港隊總教練蔡玉坤。為準備2006年多哈亞運會，趙詠賢邀請澳洲女子壁球手，世界排名第3位的喬佩琛與她一同訓練。
2009年12月，趙詠賢率領香港壁球代表隊在東亞運動會橫掃全部7面金牌，個人則勇奪3金1銀。在東亞運之後，她決定由2010年4月起轉型為兼職運動員，亦兼任培訓員2010年11月，趙最後一次代表香港參加2010年亞洲運動會，夥拍陳浩鈴、歐詠芝和廖梓苓取得女子團體銀牌；其後宣佈「掛拍」，結束其20多年的運動員生涯。2010年9月25日，趙詠賢與拍拖10年的未婚夫馮天祐結婚，設宴約30席。

## 主要賽事成績
- 1998年：亞洲運動會 女子單打 銀牌
- 2002年：亞洲運動會 女子單打 金牌
- 2006年：第13屆亞洲壁球錦標賽 女子單打 亞軍
- 2006年：世界女子壁球錦標賽 16強
- 2006年：多哈亞運會 女子單打 銀牌
- 2007年：壁球挑戰杯 冠軍
- 2009年：東亞運動會 女子單打、女子雙打、女子團體 金牌
- 2010年：亞洲運動會 女子團體 銀牌

## 榮譽
- 香港特區政府嘉獎

榮譽勳章（MH）（2003年）
- 香港傑出運動員選舉

「香港傑出運動員」（2000年、2002年、2009年 - 共3次當選）
「香港最佳進步運動員」（2002年）

## 資料來源
1. 1 2 3  2010年广州亚运会官方网站 壁球 - 赵咏贤 - 简历[]
2. ↑  .   [2010-11-26]. （原始内容存档于2010-12-06）.
3. ↑  . 賽馬會體藝中學.   [2019-07-03].
4. ↑  .   [2010年11月26日]. （原始内容存档于2012年9月16日）.
5. ↑  .   [2010年11月26日]. （原始内容存档于2016年3月4日）.
6. ↑  已離婚。趙詠賢怕醜　結婚唔肯咀 （页面存档备份，存于）

## 外部連結
- Squash Info - Rebecca Chiu's Profile （页面存档备份，存于）（英文）
- WISPA Player Profile （页面存档备份，存于）（英文）